# Troels Kløve
Troels Kløve Hallstrøm (* 23. října 1990) je dánský fotbalový záložník, od roku 2015 hráč klubu SønderjyskE Fodbold.

## Klubová kariéra
- Hatting-Torsted Fodbold (mládež)
- AC Horsens 2009–2013
- AC Horsens 2013–2016
- SønderjyskE Fodbold 2016–

S kopanou začínal v dánském týmu Hatting-Torsted Fodbold, během svých mládežnických let (v roce 2003) přestoupil do klubu AC Horsens, v jehož dresu debutoval v profesionální kopané. V roce 2015 přestoupil do SønderjyskE Fodbold.